# 中上史行
中上史行（なかがみ しこう、本名：なかがみ ふみゆき、1930年（昭和5年） - 1997年（平成9年）5月5日）は、日本の歴史研究家、元勝本町立勝本小学校校長、長崎県文化財保護指導委員。栄典は正六位・勲五等瑞宝章。長崎県壱岐市出身。

## 略歴
- 1930年、長崎県壱岐郡（現・壱岐市）に生まれる。
- 1953年、東京学芸大学社会学部史学科を卒業する。東京都立学校に勤務する。
- 1963年、長崎県に帰って公立学校に勤務する。
- 1973年、「壱岐国物語」を自費出版する。
- 1980年、「日本城郭大系」（共著）、「勝本町漁業史」（共著）が出版される。
- 1990年、長年の社会科教育及び郷土史研究の実績に対して、長崎県より「教育関係職員顕彰」を授与される。
- 1991年、勝本町立勝本小学校の校長を最後に、定年退職する。
  - 長崎県文化財保護指導委員となる。
- 1993年、「日本の創造力」（共著）が出版される。
- 1995年、「壱岐の風土と歴史」を自費出版する。
- 1997年5月5日、死去。正六位・勲五等瑞宝章 叙位叙勲

## 主な著作物

### 著書
- 「壱岐国物語」自費出版　1973年
- 「紀行」 1990年
- 「壱岐の風土と歴史」自費出版　1995年

### 共著書
- 「日本城郭大系」（共著）新人物往来社　1980年
- 「勝本町漁業史」（共著）漁業協同組合　1980年
- 「日本の創造力」（共著）NHK出版　1993年